# Þorfinnsson
Þorfinnsson ist ein isländischer Name.

## Bedeutung
Der Name ist ein Patronym und bedeutet Sohn des Þorfinnur. Die weibliche Entsprechung ist Þorfinnsdóttir (Tochter des Þorfinnur).

## Namensträger
- Bragi Þorfinnsson (* 1981), isländischer Schachspieler
- Björn Þorfinnsson (* 1979), isländischer Schachspieler
- Snorri Þorfinnsson (um 1005–um 1090), möglicherweise erstes in Nordamerika geborenes Kind europäischer Abstammung